# Rebirthing
Rebirthing (w skrócie RB) – metoda oddechowa polegająca na oddychaniu świadomym, pogłębionym, rytmicznym i połączonym. Głęboki naturalny wdech jest wykonywany intencjonalnie, aktywnie, natomiast wydech jest spontanicznym, nie forsowanym wypuszczeniem powietrza. Angielskie słowo "Rebirthing" znaczy "odradzanie". Rebirther to z definicji Nauczyciel Oddychania i innych technik pomocniczych rebirthingu. Metoda jest rozpowszechniana na zachodzie, począwszy od USA, przez jej odkrywcę Leonarda Orra od 1974 r. Aktualnie szacuje się, że liczy kilkanaście milionów aktywnych uczestników na całym świecie.

## Korzenie rebirthingu
Za wynalazcę rebirthingu uważa się Amerykanina Leonarda Orra, który swą metodę terapeutyczną zaczął popularyzować w 1974 roku. Leonard Orr określając rebirthing posługiwał się często źródłowym terminem mahajoga, praktykę afirmacji i dźwięku - mantrowaniem, zaś sesje oddechowe ćwiczeniami pranajogi lub krijajogi. Praktykowano początkowo głównie sesje oddechowe w wodzie, sztukę afirmowania oraz nucenie mantramu Om.
W Polsce pionierką rebirthingu była aktorka i publicystka Lucyna Winnicka, na której zaproszenie w 1979 r. po raz pierwszy przyjechał Leonard Orr.